# Lewis Carroll
Charles Lutwidge Dodgson (Daresbury, Cheshire; 27 de enero de 1832 - Guildford, Surrey; 14 de enero de 1898), más conocido por su seudónimo Lewis Carroll, fue un diácono anglicano, lógico, matemático, fotógrafo y escritor británico. Sus obras más conocidas son Alicia en el país de las maravillas y A través del espejo y lo que Alicia encontró allí.

## Biografía
Los antepasados de los Dodgson procedían principalmente del norte de Inglaterra, con algunas conexiones irlandesas. Conservadores y miembros de la High Church anglicana, la mayoría de ellos se dedicaron a las dos profesiones características de la clase media-alta inglesa: el ejército y la Iglesia. Su bisabuelo, llamado también Charles Dodgson, su abuelo, otro Charles.
El mayor de ellos —también llamado Charles— escogió la carrera eclesiástica. Estudió en Westminster School y más tarde en Christ Church, Oxford. Con grandes dotes para las matemáticas, obtuvo una doble titulación que prometía ser el comienzo de una brillante carrera académica. No obstante, el futuro padre de Lewis Carroll prefirió, tras casarse en 1827 con su prima, convertirse en párroco rural.
Su hijo Charles nació en la pequeña parroquia de Dareso, en Cheshire. Fue el tercero de los hijos del matrimonio Dodgson, y el primer varón. Después seguirían ocho hijos más y, lo que resulta más insólito para la época, todos ellos —siete chicas y cuatro chicos— sobrevivirían hasta la edad adulta. Cuando Charles tenía once años, su padre fue nombrado párroco de la localidad de Croft-on-Tees, en North Yorkshire, y toda la familia se trasladó a la espaciosa rectoría que sería la morada familiar durante los siguientes 25 años.
Dodgson padre fue haciendo progresos en el escalafón eclesiástico: publicó varios sermones, tradujo a Tertuliano, se convirtió en archidiácono de la catedral de Ripon y tomó parte activa en las apasionadas discusiones que por entonces dividían a la Iglesia de Inglaterra. Era partidario de la High Church y favorable al anglo-catolicismo; admiraba a John Henry Newman y al movimiento tractariano, e hizo lo que pudo para transmitir a sus hijos sus puntos de vista.
El joven Charles inició su educación en su propia casa. Las listas de sus lecturas conservadas por la familia, atestiguan su precocidad intelectual: a los siete años leyó The Pilgrim’s Progress de John Bunyan. Se ha dicho que sufrió un trauma infantil cuando se le obligó a contrarrestar su tendencia natural a ser zurdo; no hay, sin embargo, ninguna evidencia de que haya sido así. Sí sufrió de un tartamudeo que tendría efectos perjudiciales en sus relaciones sociales durante toda su vida. También padeció sordera en el oído derecho a consecuencia de una enfermedad. A los doce años fue enviado a una escuela privada en las afueras de Richmond, donde parece que se integró bien, y en 1845, fue trasladado a Rugby School, donde fue evidentemente un tanto infeliz, según él mismo escribió algunos años después de abandonar el lugar:

Creo ... que por nada en este mundo volvería de nuevo a vivir los tres años que pasé allí ... Puedo decir, honestamente, que si hubiese estado ... a salvo de la molestia nocturna, la dureza de la vida diurna se me hubiera hecho, en comparación, muchísimo más soportable.

La naturaleza de esta «molestia nocturna» nunca será, quizá, correctamente interpretada. Puede ser una forma delicada de hacer referencia a algún tipo de abuso sexual. Académicamente, sin embargo, Charles se las arregló bastante bien. Su profesor de matemáticas, R. B. Mayor, dijo de él: «No he conocido a un chico más prometedor desde que estoy en Rugby».
Abandonó Rugby a finales de 1850 y en enero de 1851 se trasladó a la Universidad de Oxford, donde ingresó en el antiguo college de su padre, Christ Church. Llevaba sólo dos días en Oxford cuando tuvo que regresar a su casa porque su madre había muerto de «inflamación del cerebro» (posiblemente meningitis) a los cuarenta y siete años de edad.
Cualesquiera que hayan sido los sentimientos que la muerte de su madre le produjo a Dodgson, no permitió que le apartaran del objetivo que le había llevado a Oxford. Tal vez no siempre trabajó duro, pero estaba excepcionalmente dotado y obtuvo con facilidad resultados excelentes. Su temprana carrera académica osciló entre sus éxitos, que prometían una carrera explosiva, y su tendencia irresistible a la distracción. A causa de su pereza, perdió una importante beca, pero, aun así, su brillantez como matemático le hizo ganar, en 1857, un puesto de profesor de matemáticas en Christ Church que desempeñaría durante los 26 años siguientes (aunque no parece haber disfrutado especialmente de su actividad[cita requerida]). Cuatro años después fue ordenado diácono.
En Oxford se le diagnosticó epilepsia, lo cual por entonces constituía un estigma social considerable. Sin embargo, recientemente John R. Hughes, director de la Universidad de Illinois (Chicago), ha sugerido que pudo haber habido un error de diagnóstico.[cita requerida]

## Carroll y la fotografía

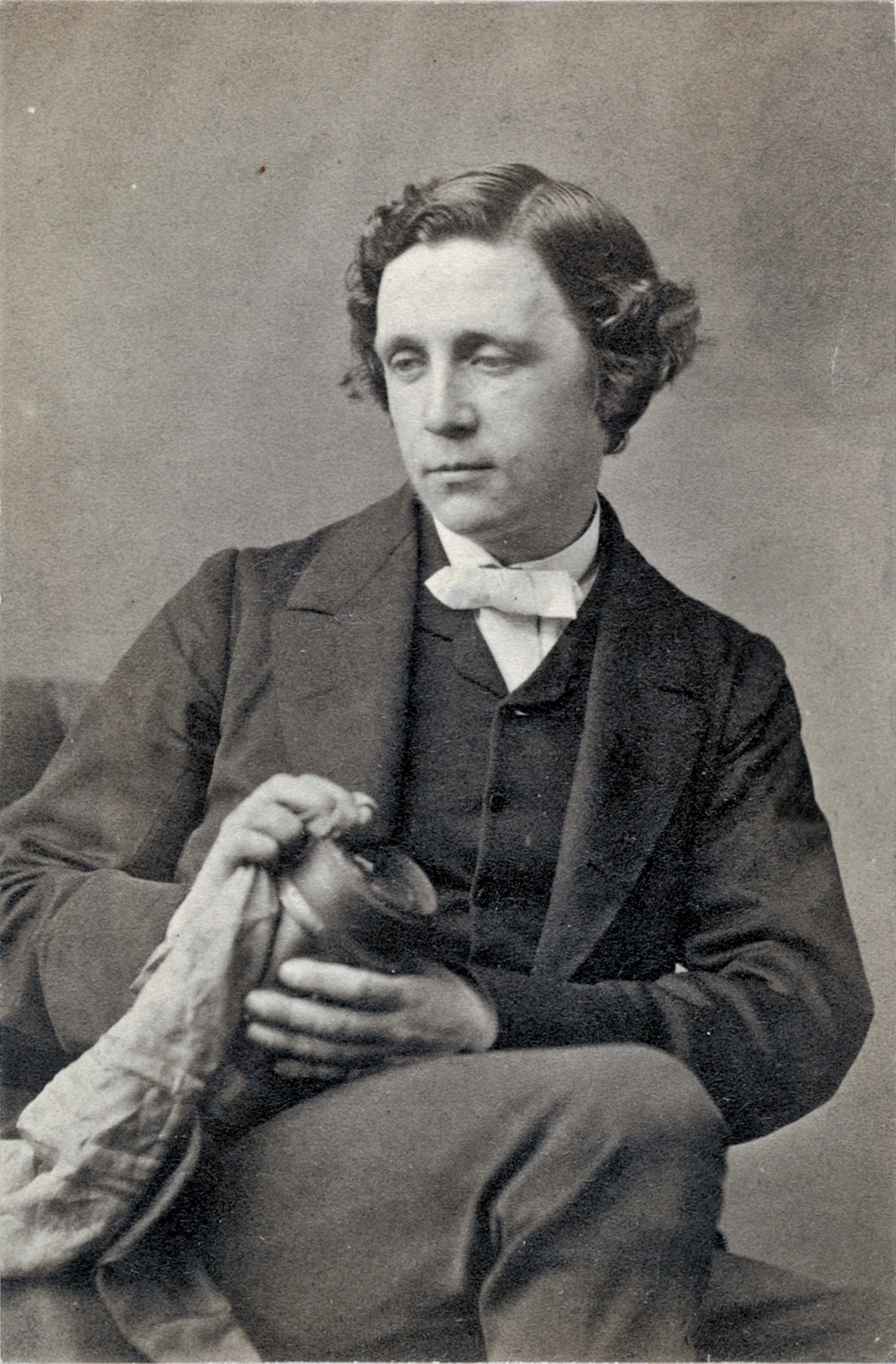
Lewis Carroll limpiando la lente de su cámara.
Fotografía de Oscar Gustav Rejlander.

Dodgson alcanzó pronto la excelencia en este arte, que convirtió en expresión de su personal filosofía interior: la creencia en la divinidad de lo que él llamaba belleza, que para él significaba un estado de perfección moral, estética o física. A través de la fotografía, Carroll trató de combinar los ideales de libertad y belleza con la inocencia edénica, donde el cuerpo humano y el contacto humano podían ser disfrutados sin sentimiento de culpa. En su mediana edad, esta visión se transformó en la persecución de la belleza como un estado de gracia, un medio para recuperar la inocencia perdida. Esto, junto con su pasión por el teatro, que le acompañó durante toda su vida, habría de traerle problemas con la moral victoriana, e incluso con los principios anglicanos de su propia familia. Como anota su principal biógrafo, Morton Cohen: «Rechazó rotundamente el principio calvinista del pecado original y lo sustituyó por la noción de divinidad innata».

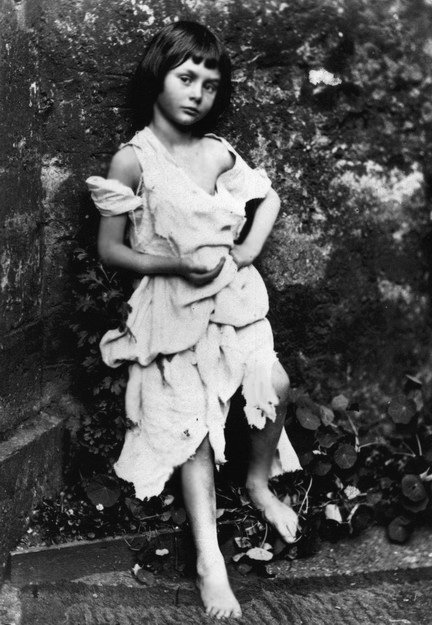
Fotografía de Alice Liddell por
Lewis Carroll (1858).

La obra definitiva acerca de su actividad como fotógrafo (Lewis Carroll, Photographer, de Roger Taylor [2002]), documenta exhaustivamente cada una de las fotografías de Lewis Carroll que se han conservado. Taylor calcula que algo más de la mitad de su obra conservada está dedicada a retratar a niñas. Sin embargo, debe ser tenido en cuenta que menos de un tercio de la totalidad de su obra se ha conservado. La niña que más veces le sirvió de modelo fue Alexandra Kitchin («Xie»), hija del decano de la catedral de Winchester, a la que fotografió unas cincuenta veces desde que tenía 4 años hasta que cumplió 16. En 1880 intentó fotografiarla en traje de baño, pero no se le permitió. Se supone que Dodgson destruyó o devolvió las fotografías de desnudos a las familias de las niñas que fotografiaba. Se creía que se habían perdido, pero se han encontrado seis desnudos, de los cuales cuatro han sido publicados y dos se conocen apenas. Las fotografías y esbozos de desnudos que Dodgson realizaba alentaron la suposición de que tenía tendencias pedófilas, aunque dicha especulación ha sido desafiada por varios académicos que argumentan que Carroll debe ser comprendido en contexto y, entre otras cosas, que en el espacio y tiempo de la cultura victoriana, la aparición de niñas desnudas era visto como algo totalmente normal porque equivalía a un símbolo de inocencia, (apareciendo escenas similares incluso en postales de Navidad). También se ha argumentado que ha habido inconsistencias y manipulaciones posteriores en las biografías, lo cual contribuyó a la especulación de lo que se ha denominado "el mito de Carroll".
La fotografía le fue también útil como entrada en círculos sociales elevados. Cuando logró tener un estudio propio, hizo notables retratos de personajes relevantes, como John Everett Millais, Ellen Terry, Dante Gabriel Rossetti, Julia Margaret Cameron y Alfred Tennyson. Cultivó también el paisaje y el estudio anatómico.
Dodgson abandonó repentinamente la fotografía en 1880. Después de 24 años, dominaba completamente el medio, disponía de su propio estudio en el barrio de Tom Quad, y había creado unas 3000 imágenes. Menos de 1000 han sobrevivido al tiempo y a la destrucción intencionada. Dodgson registraba cuidadosamente las circunstancias que rodeaban la creación de cada una de sus fotografías, pero su registro fue destruido.
Su obra fue reconocida póstumamente, junto a la de Julia Margaret Cameron, gracias a su reivindicación por parte de los fotógrafos del pictorialismo, así como al apoyo del Círculo de Bloomsbury, en el que se hallaba Virginia Woolf. En la actualidad, es considerado uno de los fotógrafos victorianos más importantes, y, con seguridad, el más influyente en la fotografía artística contemporánea.

## Carrera literaria

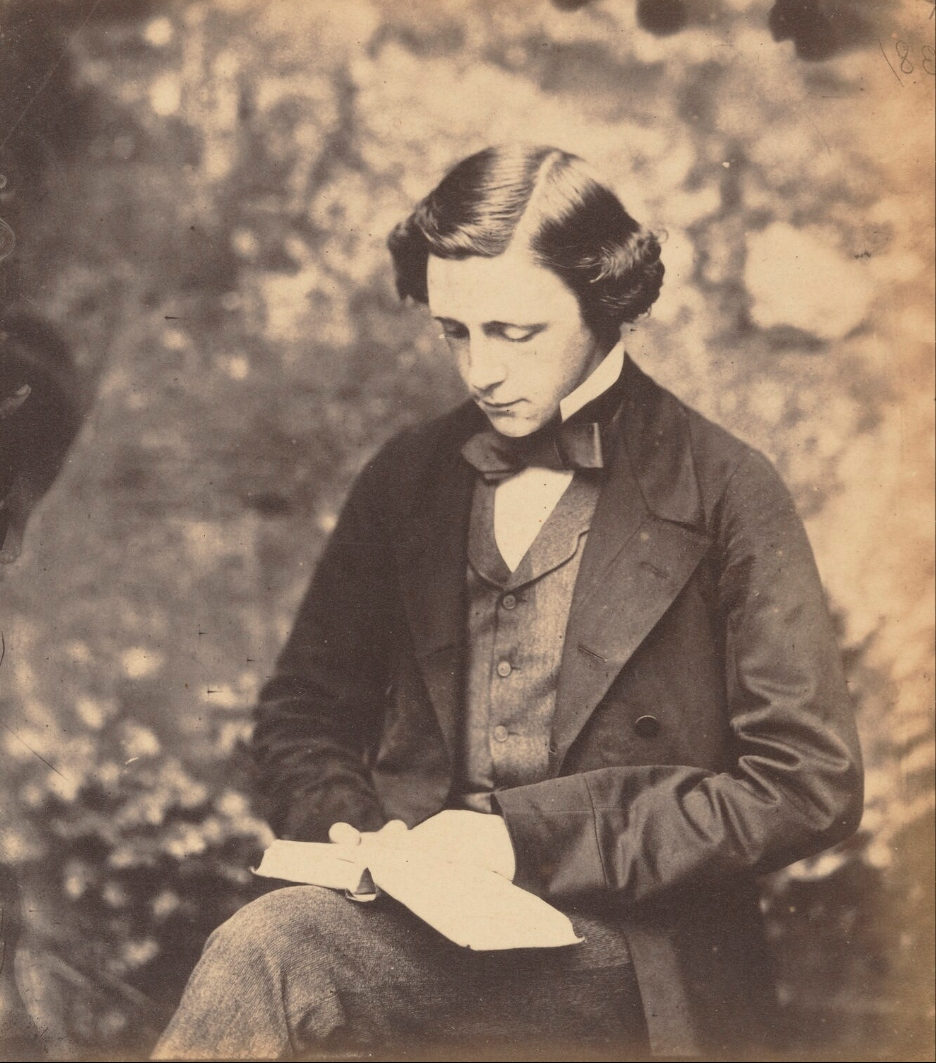
Autorretrato de Lewis Carroll
(hacia 1856).

Dodgson escribió poesía y cuentos que envió a varias revistas y que le reportaron un éxito discreto. Entre 1854 y 1856 su obra apareció en las publicaciones de ámbito nacional The Comic Times y The Train, así como en revistas de menor difusión, como la Whitby Gazette y el Oxford Critic.
La mayor parte de estos escritos de Dodgson son humorísticos, y en ocasiones satíricos. Pero tenía un alto nivel de autoexigencia. En julio de 1855 escribió: «No creo haber escrito todavía nada digno de una verdadera publicación (en lo que no incluyó a la Whitby Gazette o al Oxonian Advertiser), pero no desespero de hacerlo algún día». Años antes de Alicia en el país de las maravillas, ya buscaba ideas de cuentos para niños que pudieran proporcionarle dinero: «Un libro de Navidad [que podría] venderse bien... Instrucciones prácticas para construir marionetas y un teatro».
En 1856 publicó su primera obra con el seudónimo que le haría famoso: un predecible poemilla romántico, «Solitude», que apareció en The Train firmado por Lewis Carroll. El sobrenombre lo creó a partir de la latinización de su nombre y el apellido de su madre, Charles Lutwidge. Lutwidge fue latinizado como Ludovicus, y Charles como Carolus. El resultante, Ludovicus Carolus, regresó otra vez al idioma inglés como Lewis Carroll.
También en 1856, un nuevo decano, Henry Liddell, llegó a Christ Church, trayendo con él a su joven esposa y a sus hijas, que tendrían un importante papel en la vida de Dodgson. Este entabló una gran amistad con la madre y con los niños, especialmente con las tres hijas, Lorina, Alice y Edith. Parece ser que se convirtió en una especie de tradición para Dodgson llevar a las niñas de pícnic al río, en Godstow o en Nuneham.

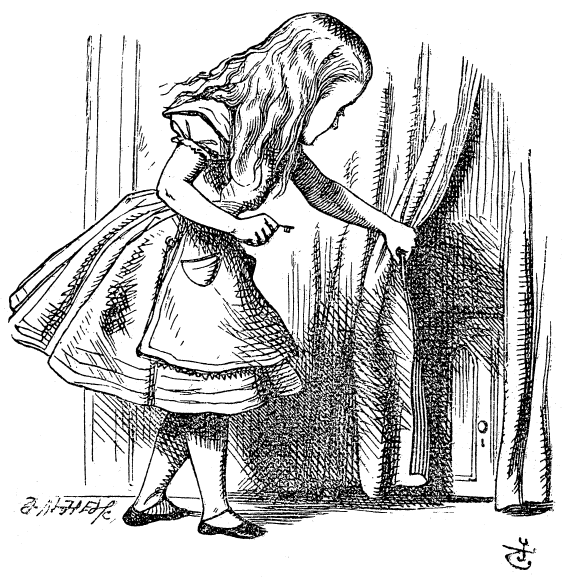
Imagen de Alicia, por John Tenniel.

Fue en una de estas excursiones, concretamente, según sus diarios, el 4 de julio de 1862, cuando Dodgson inventó el argumento de la historia que más tarde llegaría a ser su primer y más grande éxito comercial. Él y su amigo, el reverendo Robinson Duckworth, llevaron a las tres hermanas Liddell (Lorina, de trece años, Alice, de diez, y Edith, de ocho) a pasear en barca por el Támesis. Según los relatos del propio Dodgson, de Alice Liddell y de Duckworth, el autor improvisó la narración, que entusiasmó a las niñas, especialmente a Alice. Después de la excursión, Alice le pidió que escribiese la historia. Dodgson pasó una noche componiendo el manuscrito, y se lo regaló a Alice Liddell en las Navidades siguientes. El manuscrito se titulaba Las aventuras subterráneas de Alicia (Alice's Adventures Under Ground), y estaba ilustrado con dibujos del propio autor. Se especula que la heroína de la obra está basada en Alice Liddell, pero Dodgson negó que el personaje estuviera basado en persona real alguna.
Tres años más tarde, Dodgson, movido por el gran interés que el manuscrito había despertado entre todos sus lectores, llevó el libro, convenientemente revisado, al editor Macmillan, a quien le gustó de inmediato. Tras barajar los títulos de Alicia entre las hadas y La hora dorada de Alicia, la obra se publicó finalmente en 1865 como Las aventuras de Alicia en el país de las maravillas (Alice's Adventures in Wonderland), y firmada por Lewis Carroll. Las ilustraciones de esta primera edición fueron obra de sir John Tenniel.
El éxito del libro llevó a su autor a escribir y publicar una segunda parte, Alicia a través del espejo (Through the Looking-Glass and what Alice Found There).
Posteriormente, Carroll publicó su gran poema paródico La caza del Snark (The Hunting of the Snark), en 1876; y los dos volúmenes de su última obra, Silvia y Bruno, en 1889 y 1893, respectivamente.
También publicó con su verdadero nombre muchos artículos y libros de tema matemático. Destacan El juego de la lógica y Euclides y sus rivales modernos además de An Elementary Theory of Determinants escrito en 1867. En este último da las condiciones por las cuales un sistema de ecuaciones tiene soluciones no triviales.

## Carroll y las matemáticas
Aunque la mayor parte de su atención la dedicó Carroll a la geometría, escribió también sobre numerosos otros temas matemáticos: de la cuadratura del círculo, del cifrado de mensajes (llegando a inventar algunos métodos), de álgebra, de aritmética electoral y votaciones, así como sobre lógica.
En los últimos años de su vida no solo prestó atención a las matemáticas recreativas (con juegos de cálculo como los diez nudos de su libro Un cuento enmarañado) o al estudio de las paradojas (analizó la paradoja de Aquiles y la tortuga y elaboró una propia, la de la barbería), sino que también se dedicó a la búsqueda de formas de exposición sistemática de, por ejemplo, la teoría del silogismo. Por lo demás, elaboró cuadros, fichas y diagramas del tipo de los de Venn e introdujo árboles lógicos.

## Especulaciones e incógnitas

### Consumo de estupefacientes
Ha habido multitud de especulaciones sobre la posibilidad de que Dodgson hiciera uso de drogas psicoactivas, aunque no existe prueba alguna que respalde esta hipótesis. No obstante, la mayoría de los historiadores consideran probable que el autor utilizase de vez en cuando láudano, un analgésico de consumo bastante común en la época que lo ayudaría con el dolor de su artritis. Hay que señalar que esta sustancia procede del opio, y puede producir efectos psicotrópicos si es utilizado en dosis lo suficientemente grandes. Pese a ello, no existe evidencia alguna que pueda llevar a pensar que Dodgson abusara de los narcóticos, ni de que estos tuvieran influencia alguna en su trabajo. Por otro lado, algunos[¿quién?] han creído ver en las alucinaciones que sufre su personaje, Alicia, una referencia a las sustancias psicodélicas. Por ejemplo, en el caso de la Amanita muscaria, que produce macropsia y micropsia.

### Ministerio de pastor

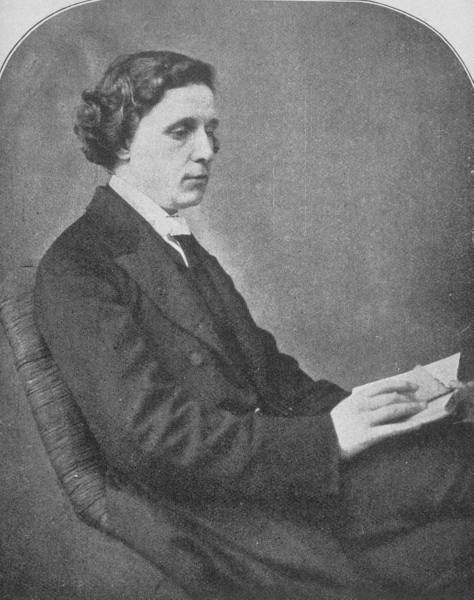
Retrato del escritor inglés y profesor de matemáticas en Oxford, Lewis Carroll (seudónimo de Charles Dodgson), extraído de The Life and Letters of Lewis Carroll, de Stuart Dodgson Collingwood.

Dodgson estaba destinado a terminar como pastor, dada su condición de residente en Christ Church. No obstante, empezaría a rechazar esta idea, retrasando el momento de convertirse en diácono hasta diciembre de 1861. Cuando un año después, le tocaba dar el siguiente paso para convertirse en pastor, apeló a Liddell para no continuar. Esa actitud no era compatible con las normas, y el propio Liddell le contó que probablemente tendría que dejar su trabajo si renunciaba al ministerio, aunque lo consultaría con el órgano de gobierno de la institución, algo que indudablemente, le hubiera acarreado una expulsión. Por razones desconocidas, Lidell cambió de opinión y permitió que Dodgson se quedase y no llegase jamás al ministerio de pastor.
No existe pista concluyente alguna que permita averiguar por qué Dodgson evitó convertirse en pastor. Algunos han señalado que su tartamudez pudo influir en la decisión, de manera que hubiera tenido miedo de dar sermones. No obstante, Dodgson no evitaba hablar en público, ni tenía problema alguno con actuaciones tales como contar cuentos, u ofrecer espectáculos de magia. Además, en su última etapa, llegaría a predicar, pese a no ostentar la condición de pastor.

### Sospechas de que Lewis Carroll fueseJack el Destripador
Aunque siempre se le consideró un soñador inofensivo, en 1996 el autor Richard Wallace no vaciló en acusarlo de haber sido el hombre que estaba oculto bajo el alias de Jack el Destripador. Las pretendidas pruebas que supuestamente lo acusaban eran frases crípticas contenidas en sus libros diecinueve años antes de la matanza del otoño de 1888. Según esta interpretación, el ya desequilibrado escritor dejó allí pistas anticipando los crímenes que planeaba cometer.

## Obras

### Obras literarias
- Alicia en el país de las maravillas (Alice's Adventures in Wonderland) (1865), publicado en español por Ed. Siruela, ISBN 84-7844-760-1.
- Alicia a través del espejo (Through the Looking-Glass, and What Alice Found There) (1872), publicado en español por Ed. Gaviota, ISBN 84-392-1611-4.
- La caza del Snark (The Hunting of the Snark) (1875), publicado en español por Editorial Mascaró, Barcelona, 1981, ISBN 84-264-2837-1.
- Un cuento enmarañado (A Tangled Tale) (1885), publicado en español por Nivola libros y ediciones, ISBN 84-95599-33-3.
- Silvia y Bruno (Sylvie and Bruno) (1889), publicado en español por Edhasa, ISBN 978-84-350-4010-5.
- Alicia para los pequeños (The Nursery "Alice") (1890)
- Diario de un viaje a Rusia (The Russian Journal), publicado en español por Nocturna Ediciones, ISBN 978-84-937396-0-7.

### Obras matemáticas
- A Syllabus of Plane Algebraic Geometry (1860)
- The Fifth Book of Euclid Treated Algebraically (1858 and 1868)
- An Elementary Treatise on Determinants, With Their Application to Simultaneous Linear Equations and Algebraic Equations
- Euclid and his Modern Rivals (1879), both literary and mathematical in style
- Symbolic Logic Part I
- Symbolic Logic Part II (published posthumously)
- The Alphabet Cipher (1868)
- The Game of Logic (1887)
- Curiosa Mathematica I (1888)
- Curiosa Mathematica II (1892)
- Matemática demente, selección a cargo de Leopoldo María Panero de historias escritas por Carroll relacionadas con problemas matemáticos. Publicado por Ediciones Tusquet, ISBN 978-84-8310-641-9.

### Correspondencia
- Niñas. Lumen, 1998, ISBN 978-84-264-2314-6.
- Cartas inéditas a Mabel Amy Burton, Nocturna Ediciones, 2010, ISBN 978-84-937396-4-5.
- El hombre que amaba a las niñas. Correspondencia y retratos, La Felguera, 2013, ISBN: 978–84–937467–8–0